# Chris Robinson (basket-ball)
Pour les articles homonymes, voir Chris Robinson (homonymie) et Robinson.
Chris Robinson, né le 2 avril 1974, à Columbus, en Géorgie, est un ancien joueur américain de basket-ball. Il évolue aux postes d'arrière et d'ailier. 

## Palmarès
- Joueur de l'année de la Sun Belt Conference 1995